# Черпання

Черпання (копання) екскаватором: а - верхнє; б - нижнє.

Черпання (копання) – операція відділення частини гірських порід (у вигляді стружки) від масиву або видобування її з розвалу ковшом виймально-навантажувальної машини. 
За місцем розташування екскаватора розріхняють верхнє, нижнє та змішане (верхнє і нижнє) черпання.